# Calliandra haematocephala
Calliandra haematocephala es un arbusto de la familia de las fabáceas. Es originaria de  Bolivia.

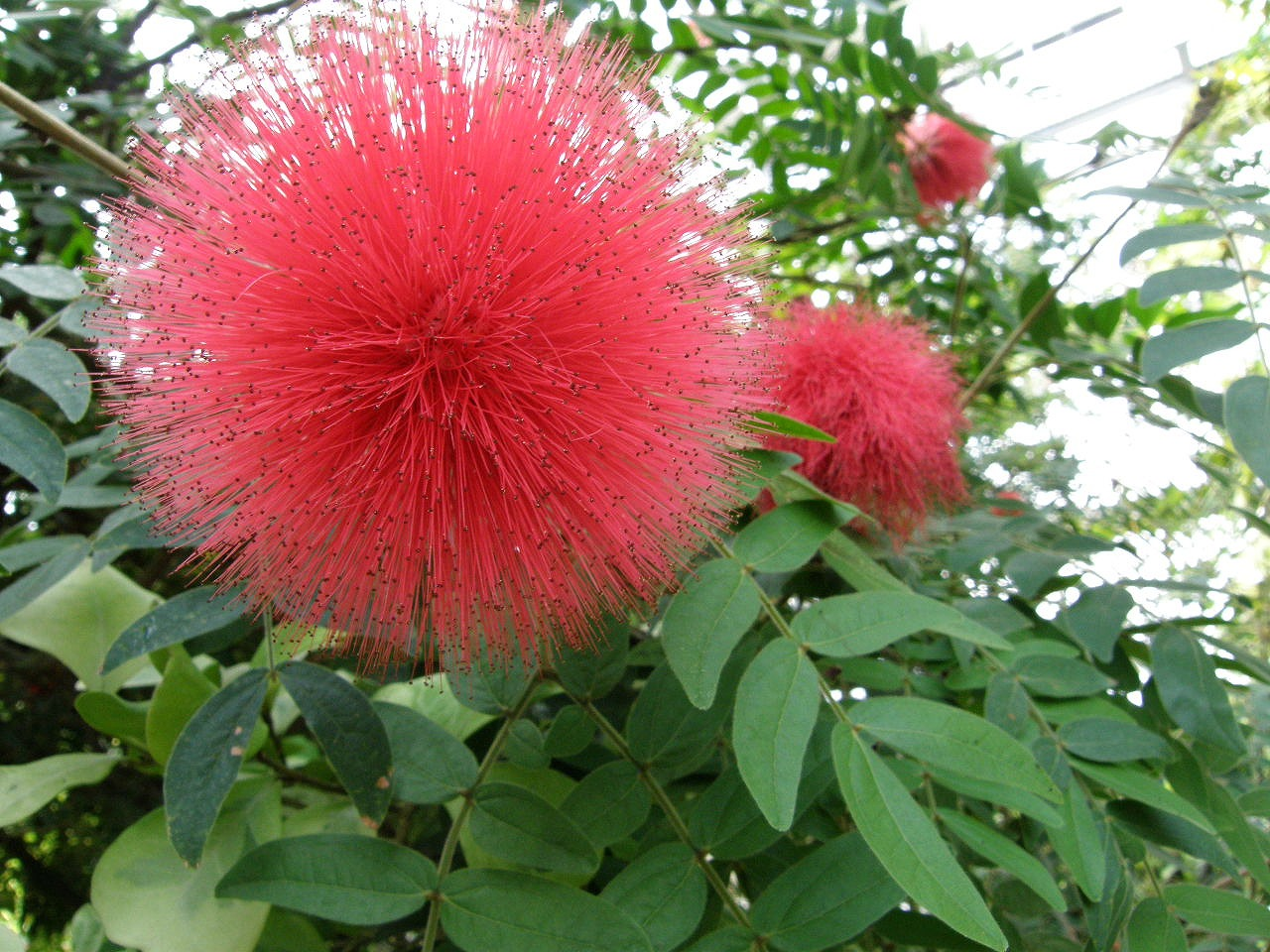
Inflorescencia

## Descripción

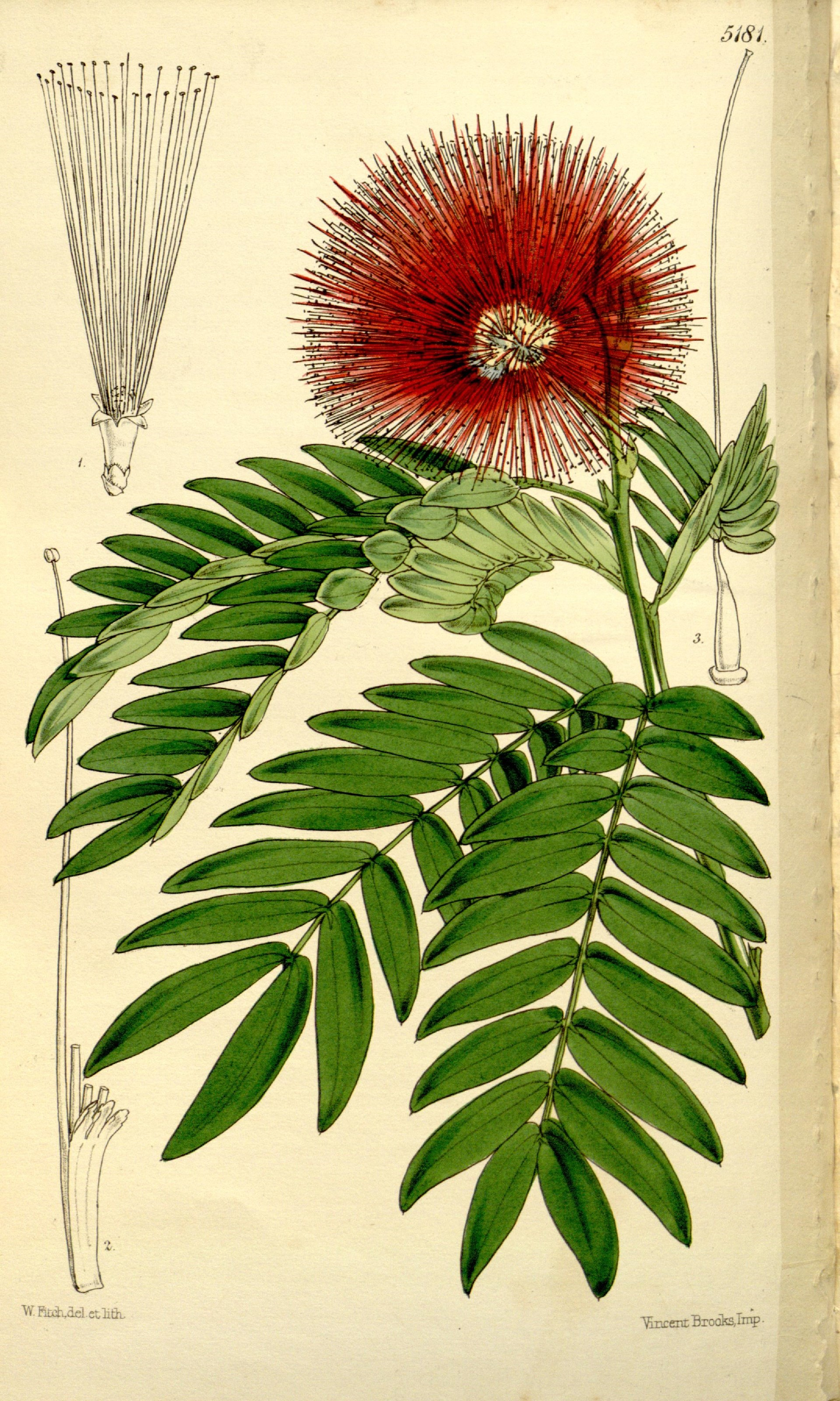

Son arbustos o árboles pequeños, que alcanzan un tamaño de hasta 5 m de alto. Pinnas 1 par; folíolos (4–) 5–8 (–10) pares por pinna, angostamente ovados, elípticos u obovados, los distales 15–84 mm de largo y 5–35 mm de ancho, los proximales más pequeños. Capítulos esféricos, heteromorfos, pedúnculos axilares, 1.2–3.3 (–5.3) cm de largo, flores esencialmente glabras; cáliz campanulado, 1.5–3 mm de largo; corola tubular, de 8 mm de largo; filamentos rojos, ocasionalmente blancos, tubo estaminal brevemente exerto, excepto en la flor central en donde es fuertemente exerto. Fruto coriáceo, glabro.

## Distribución y hábitat
Es una especie originaria de Bolivia, cultivada como planta ornamental en varias partes del mundo, especialmente en América tropical.

## Taxonomía
Calliandra haematocephala fue descrita por Justus Carl Hasskarl  y publicado en Retzia, sive, Observationes botanicae, quas de plantis horti botanici Bogoriensis 1: 216–219. 1855.
Etimología
Calliandra: nombre genérico derivado del griego kalli = "hermoso" y andros = "masculino", refiriéndose a sus estambres bellamente coloreados.
haematocephala: epíteto latín compuesto por haetomo = "sangre, rojo" y cephala = "cabeza", refiriéndose a las inflorescencias de color rojo.
Variedades
- Calliandra haematocephala var. boliviana (Britton) Barneby
- Calliandra haematocephala var. haematocephala Hassk.

Sinonimia
var. boliviana (Britton) Barneby
- Calliandra boliviana Britton
- Feuilleea boliviana (Britton) Kuntze

var. haematocephala Hassk.
- Anneslia haematocephala (Hassk.) Britton & P.Wilson
- Calliandra inaequilatera Rusby
- Calliandra novaesii Hoehne
- Feuilleea haematocephala Kuntze